# Hangasjärvet (Jukkasjärvi socken, Lappland, 753865-176671)
Hangasjärvet är en sjö i Kiruna kommun i Lappland och ingår i Torneälvens huvudavrinningsområde. Sjön har en area på 0,123 kvadratkilometer och ligger 323 meter över havet.

## Delavrinningsområde
Hangasjärvet ingår i det delavrinningsområde (754091-176629) som SMHI kallar för Ovan VDRID = Saankijoki i Lainioälvens vattendrag*. Medelhöjden är 330 meter över havet och ytan är 35,77 kvadratkilometer. Räknas de 266 avrinningsområdena uppströms in blir den ackumulerade arean 4 206,26 kvadratkilometer. Lainioälven som avvattnar avrinningsområdet har biflödesordning 2, vilket innebär att vattnet flödar genom totalt 2 vattendrag innan det når havet efter 322 kilometer. Avrinningsområdet består mestadels av skog (51 procent) och sankmarker (42 procent). Avrinningsområdet har 2,01 kvadratkilometer vattenytor vilket ger det en sjöprocent på 5,5 procent.